# 이란 이슬람 공화국군
이란 이슬람 공화국군(페르시아어: نيروهای مسلح جمهوری اسلامی ايران)은 이란의 국군이다. 약 545,000명의 병력을 가지고 있다.